# Волокитін Андрій Олександрович
Волокитін Андрій Олександрович (нар. 18 червня 1986, Львів) — український шахіст, заслужений майстер спорту України, міжнародний гросмейстер.
 Триразовий чемпіон України 2004, 2015 та 2021 років.
У складі збірної України переможець шахової олімпіади 2004 року та чемпіонату Європи із шахів 2021 року, срібний призер шахової олімпіади 2016 та бронзовий 2012 років.
Його рейтинг станом на січень 2025 року — 2643 (87-ме місце у світі, 2-ге в Україні).

## Ранні роки
Почав займатися шахами з 9 років у СДЮШОР «Дебют». Тренер — Володимир Грабінський. В 10 років вже кандидат в майстри спорту. В 14 років здобув звання міжнародного майстра. В 15 років один з наймолодших міжнародних гросмейстерів у світі. В 18 років — заслужений майстер спорту України.
Тричі чемпіон України у своїй віковій категорії (1997, 1998, 2001). Двічі розділив 1 місце на Чемпіонаті світу серед одноліток (1998, 1999). В 1999 та 2000 роках виступав за збірну України на дитячих Олімпіадах в Артеці, де здобув золоті та срібні нагороди. Закінчив Львівський національний університет імені Івана Франка.

## Досягнення
У 2000 році виконав норматив міжнародного майстра на турнірах у Львові, Краснодарі та в Лозанні.
У 2001 році підкорив три норми гросмейстера — на чемпіонаті Європи (Охрид), посів 28 місце при 203 учасниках; на «Меморіалі Відмара» (Порторож) — 3 місце; на чемпіонаті України (Покров) — розділив 2-3 місця.
Найкращі результати:
2001
Лозанна — вийшов до півфіналу, при цьому сенсаційно обіграв майбутнього чемпіона світу Руслана Пономарьова.
2002
Сант-Вінсент (Італія) — розділив 1-3 місце.
Есберг (Данія) — 3 місце в круговому турнірі 14 категорії.
2004
Харків — Чемпіон України.
Кальвія (Іспанія) — Чемпіон 36-ї Всесвітньої Олімпіади у складі збірної України.
2005
Біль (Швейцарія) — 1 місце в круговому турнірі 16 категорії.
2012
Сан-Себастьян (Іспанія) — 1 місце.
Київ — 3 місце на чемпіонаті України.
Стамбул — 3 місце на 40-й шаховій олімпіаді.
2014
Вроцлав (Польща) — 2 місце на чемпіонаті Європи з швидких шахів.
2015
Єрусалим (Ізраїль) — 9 місце на чемпіонаті Європи — кваліфікувався на Кубок світу ФІДЕ 2015 року.
Львів — чемпіон України (вдруге).
2016
Блед (Словенія) — 1 місце в круговому турнірі 15 категорії «Меморіал Д.Відмара» — 7 з 9 очок (+5-0=4);
Баку — у складі збірної України срібний призер 42 шахової олімпіади, 1 місце серед шахістів, які виступали на резервній шахівниці — 8½ з 9 очок та абсолютно найкращий турнірний перформанс серед усіх шахістів — 2992 очка.
У грудні 2016 року, набравши 6½ очок з 11 можливих (+5-3=6), посів 6 місце в чемпіонаті України, що проходив у Рівному.
2019
Луцьк — 3 місце у чемпіонаті України.
2021
Чатеж-об-Саві (Словенія) — у складі збірної України переможець командного чемпіонату Європи.
Харків — чемпіон України (втретє).

## Результати виступів у чемпіонатах України

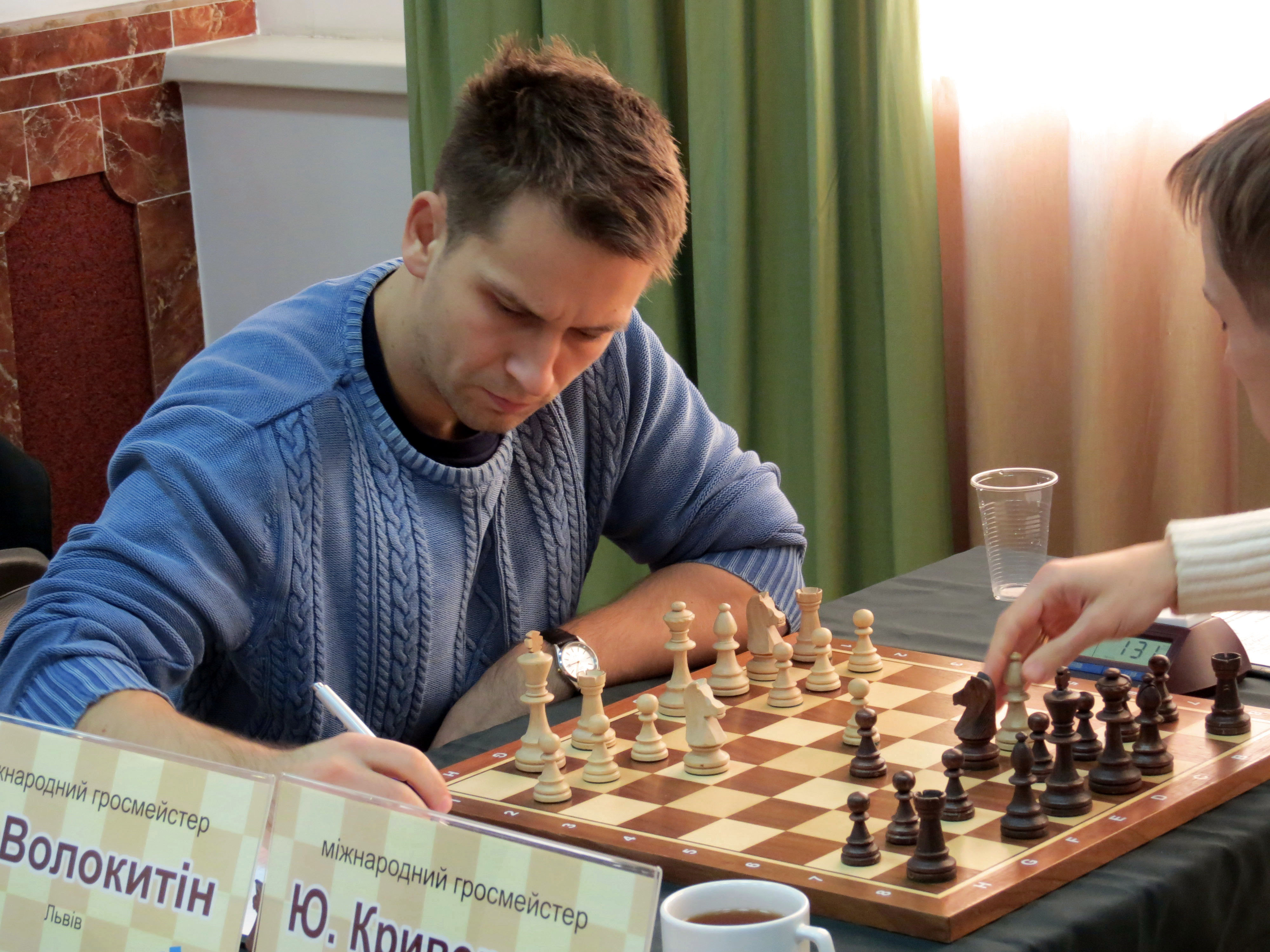
Андрій Волокитін — 2-й тур 84-го чемпіонату України

Андрій Волокитін зіграв у 10-ти фінальних турнірах чемпіонатів України, набравши загалом 64½ очок зі 101 можливого (+40-12=49).
| Рік  | Місто       | Турнір                 | + | − | = | Результат | Місце  |
| ---- | ----------- | ---------------------- | - | - | - | --------- | ------ |
| 2000 | Севастополь | 69-й чемпіонат України | 6 | 2 | 1 | 6½ з 9    | 5 — 11 |
| 2001 | Покров      | 70-й чемпіонат України | 3 | 0 | 6 | 6 з 9     | — 3    |
| 2004 | Харків      | 73-й чемпіонат України | 6 | 0 | 4 | 8 з 10    | Gold   |
| 2011 | Київ        | 80-й чемпіонат України | 3 | 1 | 7 | 6½ з 11   | 5      |
| 2012 | Київ        | 81-й чемпіонат України | 5 | 2 | 4 | 7 з 11    | Bronze |
| 2013 | Київ        | 82-й чемпіонат України | 2 | 2 | 7 | 5½ з 11   | 7      |
| 2015 | Львів       | 84-й чемпіонат України | 4 | 1 | 6 | 7 з 11    | Gold   |
| 2016 | Рівне       | 85-й чемпіонат України | 5 | 3 | 3 | 6½ з 11   | 6      |
| 2019 | Луцьк       | 88-й чемпіонат України | 3 | 1 | 5 | 5½ з 9    | Bronze |
| 2021 | Харків      | 90-й чемпіонат України | 3 | 0 | 6 | 6 з 9     | Gold   |

## Статистика виступів у складі збірної України

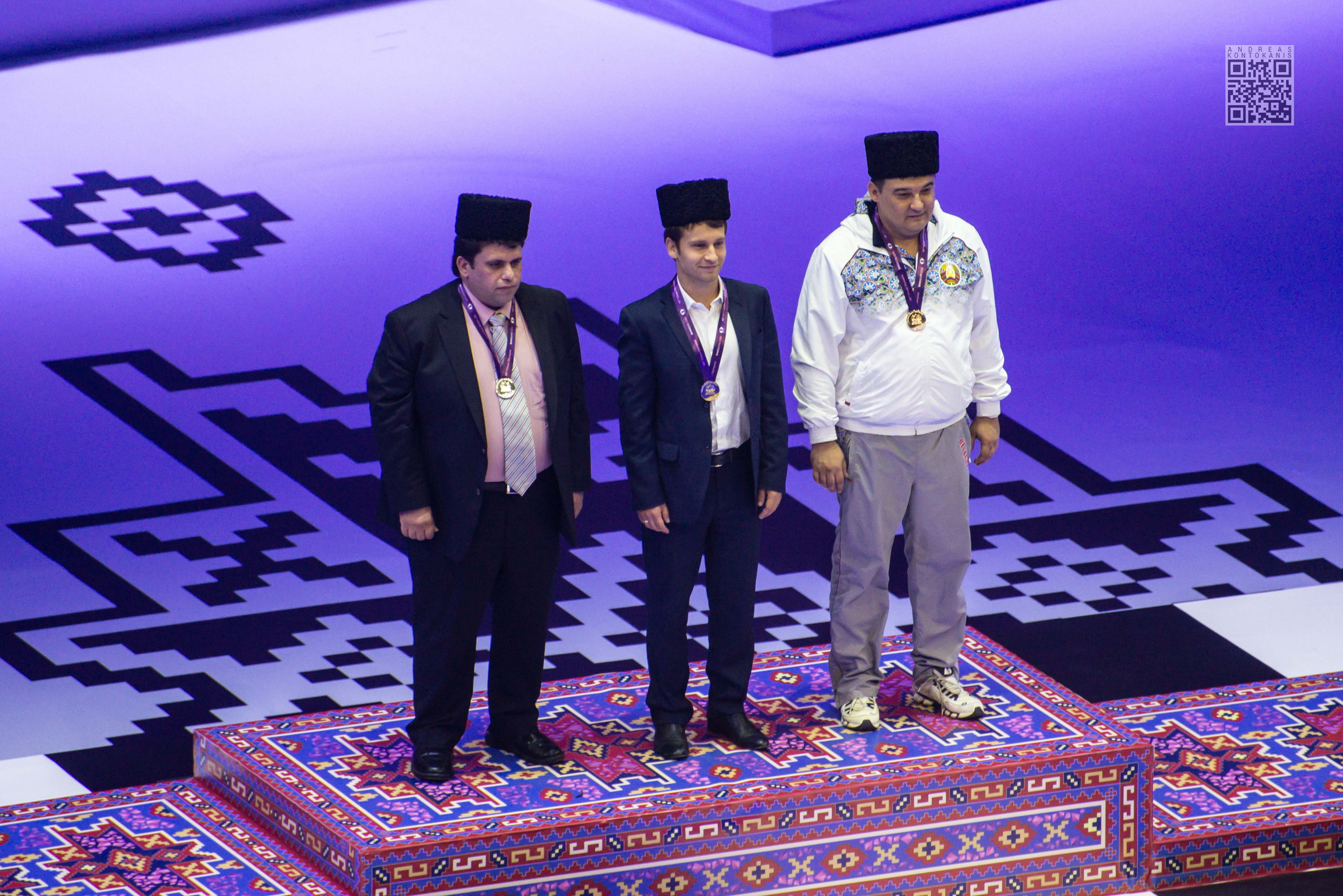
Андрій Волокитін — індивідуальне золото шахової олімпіади 2016

За період 2001—2024 роки Андрій Волокитін зіграв за збірну України у 14-ти турнірах, зокрема: шахова олімпіада — 7 разів, командний чемпіонат світу — 1 раз, командний чемпіонат Європи — 6 разів. 
Андрій переможець шахової олімпіади 2004 року та чемпіонату Європи 2021 року, срібний та бронзовий призер шахових олімпіад відповідно 2016 та 2012 років, срібний та бронзовий призер командних чемпіонатів Європи. Також в його активі дві золоті та дві бронзові індивідуальні нагороди. 

Загалом у складі збірної України Андрій Волокитін зіграв 111 партій, у яких набрав 69½ очка (+43=53-15), що становить 62,6 % від числа можливих очок.
| Рік  | Турнір           | Місто         | Збірна  | Шахівниця | Рейтинг | + | = | − | Результат | % очок | Турнірний рейтинг | Командне місце | Особисте місце |
| ---- | ---------------- | ------------- | ------- | --------- | ------- | - | - | - | --------- | ------ | ----------------- | -------------- | -------------- |
| 2001 | чемпіонат Європи | Леон          | Україна | резерв    | 2566    | 2 | 0 | 2 | 2 з 4     | 50,0   | 2477              | 11             |                |
| 2004 | шахова олімпіада | Кальвія       | Україна | 3         | 2652    | 6 | 5 | 1 | 8½ з 12   | 70,8   | 2771              | Gold           | 4              |
| 2005 | чемпіонат світу  | Беер-Шева     | Україна | 3         | 2666    | 1 | 5 | 1 | 3½ з 7    | 50,0   | 2636              | 4              | 4              |
| 2006 | шахова олімпіада | Турин         | Україна | 2         | 2660    | 2 | 3 | 2 | 3½ з 7    | 50,0   | 2557              | 8              |                |
| 2007 | чемпіонат Європи | Іракліон      | Україна | 3         | 2678    | 3 | 5 | 1 | 5½ з 9    | 61,1   | 2668              | 5              | 12             |
| 2008 | шахова олімпіада | Дрезден       | Україна | резерв    | 2659    | 2 | 5 | 0 | 4½ з 7    | 64,3   | 2674              | 4              |                |
| 2009 | чемпіонат Європи | Новий Сад     | Україна | 2         | 2681    | 3 | 4 | 1 | 5 з 8     | 62,5   | 2696              | Bronze         | Bronze         |
| 2012 | шахова олімпіада | Стамбул       | Україна | 3         | 2709    | 4 | 4 | 1 | 6 з 9     | 66,7   | 2750              | Bronze         | 4              |
| 2013 | чемпіонат Європи | Варшава       | Україна | 2         | 2682    | 3 | 4 | 1 | 5 з 8     | 62,5   | 2737              | 9              | 7              |
| 2016 | шахова олімпіада | Баку          | Україна | резерв    | 2647    | 8 | 1 | 0 | 8½ з 9    | 94,4   | 2992              | Silver         | Gold           |
| 2019 | чемпіонат Європи | Батумі        | Україна | 3         | 2627    | 3 | 3 | 1 | 4½ з 7    | 64,3   | 2748              | Silver         | Bronze         |
| 2021 | чемпіонат Європи | Чатеж-об-Саві | Україна | 2         | 2656    | 4 | 4 | 0 | 6 з 8     | 75,0   | 2824              | Gold           | Gold           |
| 2022 | шахова олімпіада | Ченнай        | Україна | 2         | 2674    | 1 | 5 | 2 | 3½ з 8    | 43,8   | 2483              | 29             |                |
| 2024 | шахова олімпіада | Будапешт      | Україна | 1         | 2660    | 1 | 5 | 2 | 3½ з 8    | 43,8   | 2535              | 16             |                |

## Зміни рейтингу
| На цьому місці має відображатися графік чи діаграма, однак з технічних причин його відображення наразі вимкнено. Будь ласка, не видаляйте код, який викликає це повідомлення. Розробники вже працюють для того, щоби відновити штатне функціонування цього графіка або діаграми. | |
| | На цьому місці має відображатися графік чи діаграма, однак з технічних причин його відображення наразі вимкнено. Будь ласка, не видаляйте код, який викликає це повідомлення. Розробники вже працюють для того, щоби відновити штатне функціонування цього графіка або діаграми. |